# カルピン県
カルピン県（カルピンけん）は、中華人民共和国新疆ウイグル自治区アクス地区に位置する県。

## 行政区画
3鎮、2郷を管轄：
- 鎮：カルピン鎮（柯坪鎮）、ゲズリク鎮（蓋孜力克鎮）、アチャル鎮（阿恰勒鎮）
- 郷：ユルチ郷（玉爾其郷）、チラン郷（啓浪郷）

## 交通

### 鉄道
- 中国国家鉄路集団
  - 南疆線

### 道路
- 高速道路
  -  吐和高速道路
- 国道
  - G314国道